# Lavotchkine La-5
Le  Lavotchkine La-5 (en russe : Лавочкин Ла-5) était un avion de chasse monoplace soviétique de la Seconde Guerre mondiale conçu par Semion Alexeïevitch Lavotchkine. Cet appareil était construit entièrement en bois et composites tels le delta-drévésina pour les pièces soumises à efforts dont les longerons et les nervures de compression et du ShPON, contreplaqué d'écorce de bouleau pour le revêtement. Le moteur était logé dans une ossature en acier soudée.

## Conception
En 1941, Lavotchkine commença à développer un modèle de remplacement pour le LaGG-3 qui, en raison de son infériorité face aux chasseurs allemands, ne put être considéré que comme une version de transition.
Le nouveau modèle fut équipé avec un moteur en étoile Chvetsov M-82 à la place du moteur en ligne de son prédécesseur, ce qui conduisit à redessiner complètement le logement du moteur ainsi que l'avant du fuselage. Le LaGG-3 à moteur M-82, qui effectua ses premiers essais en vol en mars 1942 aux mains du pilote d'essai Mischenko, atteignit rapidement 600 km/h soit 40 km/h de plus que le LaGG-3 de série à moteur Klimov M-105PF.
Le 5 juin 1942 les essais en vol furent terminés et la construction en série de l'avion  put commencer avec le moteur M-82, sous la dénomination de LaGG-5.
Auparavant, Goudkov avait lui-même construit en mars 1941 à Moscou, son propre concurrent du LaGG-3 motorisé par un Chvetsov M-82, baptisé Gudkov Gu-82 avec un moteur emprunté au Soukhoï Su-2. L'évacuation d'urgence de la capitale en octobre 1941 mit brutalement fin au projet. Gorbunov qui était muté depuis octobre 1941 à Tbilissi pour ne travailler que sur les questions de productivité à l'usine GAZ-31, sortit en 1942 son prototype LaG-5 n'ayant point satisfait les autorités. Par conséquent l'avion dû à Lavotchkine, ou plutôt à son meilleur collaborateur Alexéïév fut assez rapidement renommé La-5, du nom de son principal créateur.

## Engagements
Le La-5 se distingua en particulier lors des durs combats au sud de l'URSS et il reçut le surnom de sauveur en bois de Stalingrad.
Au début de 1943, le moteur ASh-82 (ex-M-82) fut remplacé par l'ASh-82 F de 1 700 ch. Ce moteur n'apportait en fait pas de puissance supplémentaire, mais le régime de décollage limité à 10 min sur le M-82 pouvait désormais être maintenu en continu sur ce modèle. Ceci améliorait considérablement les performances du La-5F à basse altitude, mais également sa maniabilité car la cellule avait entretemps « maigri » de 120 kg.
À partir de septembre 1943 une version d'entraînement, le La-5UTI/La-5U, fut mise en service.
Et lorsqu'en mars 1943 le nouveau moteur à injection directe Shvetsov M-82FN (qui était un dérivé lointain du Wright Cyclone et en gardait l'alésage et les pistons, n'avait rien en commun avec le BMW 801D, qui étaient en outre plus gros, plus récents et beaucoup plus lourds) fut disponible, une version plus puissante, le La-5FN, vit le jour. Ce modèle avait une entrée d'air caractéristique tirée entièrement vers l'avant et le dos du fuselage situé derrière le cockpit abaissé, tout comme son prédécesseur le La-5F pour permettre une vue à 360°. Cette version du La-5 contribua fortement à la reprise de l'initiative dans les airs par les Soviétiques à partir de l'été 1943.
Le La-5FN fut également utilisé par la 1re division mixte tchécoslovaque constituée à partir de 1943/1944 et il continua de voler en Tchécoslovaquie après la guerre sous la désignation S-95. Au total environ 10 000 avions de type, toutes versions confondues, furent fabriqués.

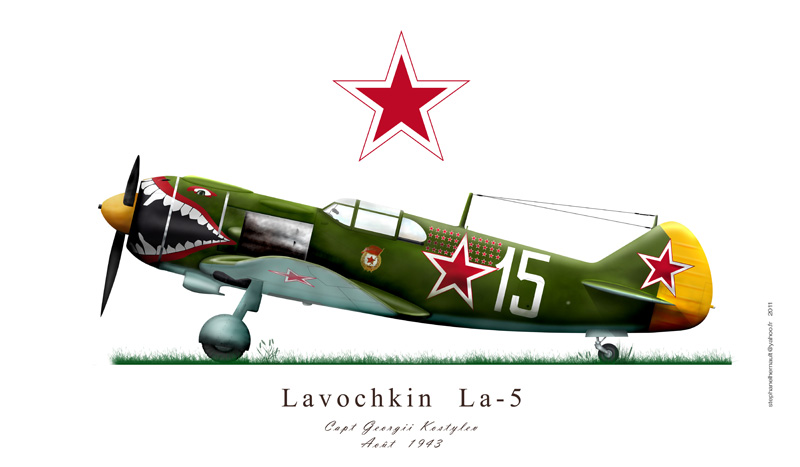
La-5
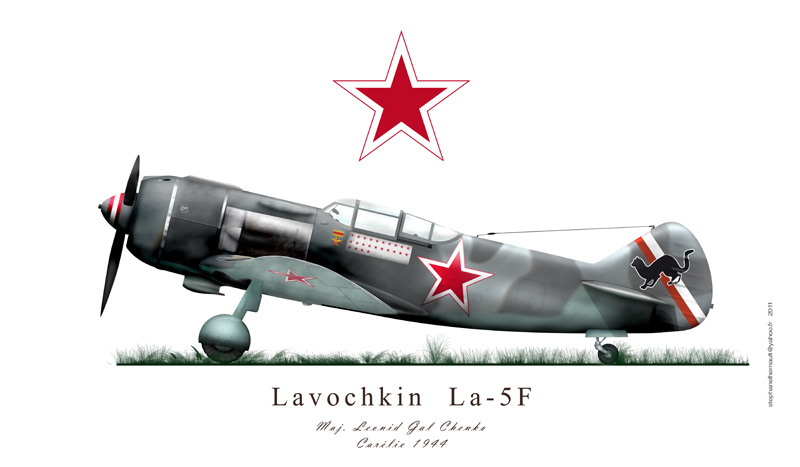
La-5F
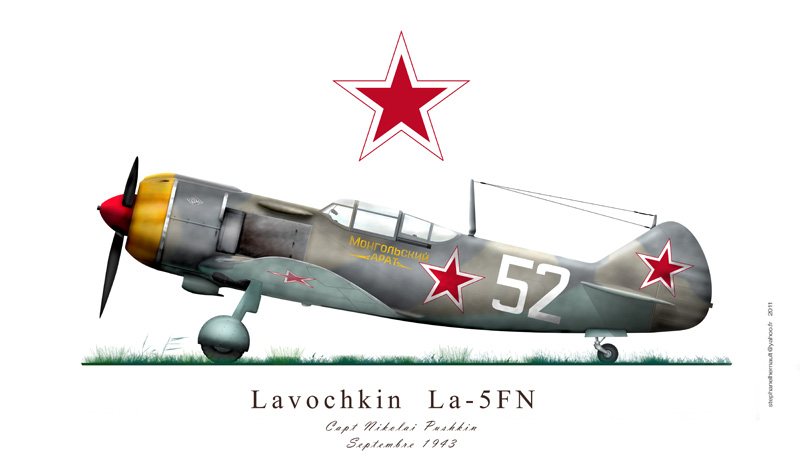
La-5Fn

## Témoignage
Le La-5 équipait, en particulier, le 18e régiment de chasseurs de la Garde commandé par le colonel Goloubov sous les ordres du général Zakharov. Celui-ci, un as de la chasse soviétique, pilote personnellement un LA-5 : « Un bon avion. Nous l'apprécions beaucoup pour sa puissance de feu et son moteur à refroidissement par air ... bien utile comme blindage à l'avant ! Il vaut presque le Yak (Yak-3) pour sa maniabilité à basse et moyenne altitude ! ».

## Sources